# Nonántola
Nonantola es un municipio situado en la provincia de Módena, en Emilia-Romaña (Italia). Tiene una población estimada, a fines de noviembre de 2022, de 16 089 habitantes.

## Demografía
| Gráfica de evolución demográfica de Nonántola entre 1861 y 2022 |
|                                                                 |
| Fuente: ISTAT - Elaboración gráfica de Wikipedia                |